# Voseo en Venezuela

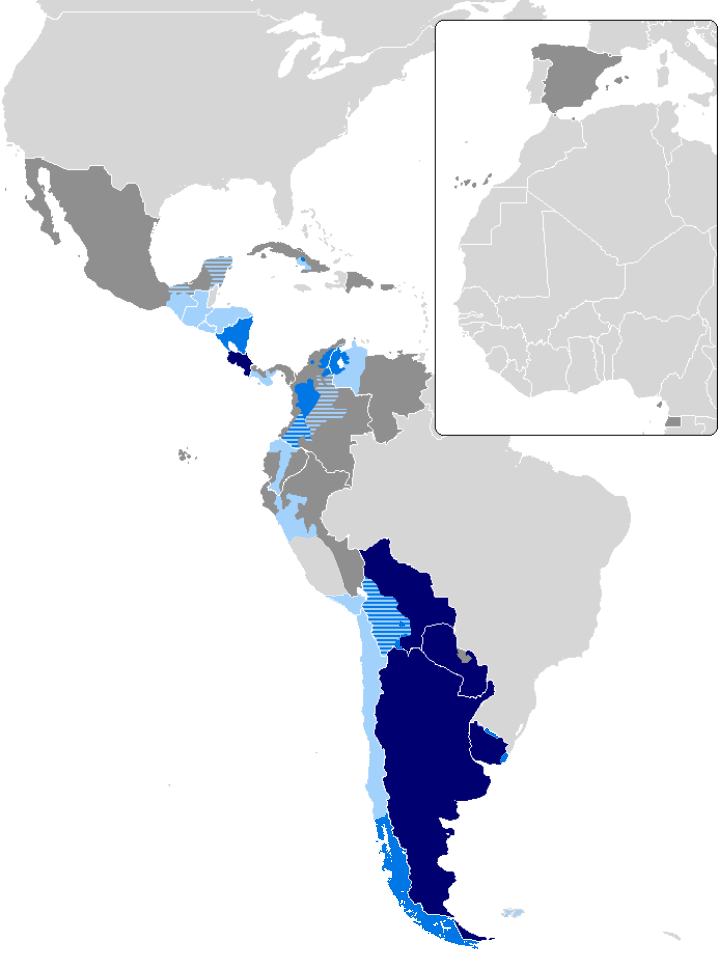
Voseo generalizado de forma oral y escrita
Voseo oral generalizado
Voseo coexistente con el tuteo o voseo regional desprestigiado
Sin voseo

El voseo en Venezuela es el fenómeno lingüístico que ocurre en el estado Zulia y a menor grado en Falcón, Lara, Trujillo, Mérida y Táchira.

## Diferentes formas
Existen dos formas de voseo en Venezuela, únicamente de forma oral:

### Voseo zuliano
El voseo zuliano, hablado en Zulia, mantiene el diptongo original, concuerda con la conjugación del voseo reverencial, aunque no con sus formas pronominales; se dice «vos sois», «vos sabéis».Este solamente se usa en momentos de familiaridad.
| verbos infinitivos | Presente indicativo | Pretérito perfecto simple o pretérito de indicativo | futuro de indicativo | imperativo |
| ------------------ | ------------------- | --------------------------------------------------- | -------------------- | ---------- |
| -ar                | cantáis             | cantastes                                           | cantaréis            | cantá      |
| -er                | coméis              | comistes                                            | comeréis             | comé       |
| -ir                | vivís               | vivistes                                            | viviréis             | viví       |

### Voseo andino
El voseo andino, hablado en Falcón, Lara, Trujillo, Mérida y Táchira se elimina la «i»; se dice «vos sos», «vos sabés» semejante al rioplatense. Este no es aceptado para la habla culta, como lo es el zuliano y también convive con el ustedeo y tuteo. Según un estudio realizado en el 2007 con 35 787 respuestas, apenás el 0,85% de los andinos vosean completamente.
| verbos infinitivos | Presente indicativo | Pretérito perfecto simple o pretérito de indicativo | futuro de indicactivo | imperativo |
| ------------------ | ------------------- | --------------------------------------------------- | --------------------- | ---------- |
| -ar                | cantás              | cantastes                                           | cantarás              | cantá      |
| -er                | comés               | comistes                                            | comerás               | comé       |
| -ir                | vivís               | vivistes                                            | vivirás               | viví       |

## Origen
En el siglo XVI el vos, fue la forma predominante de tratamiento sin que tuviera ninguna connotación peyorativa. Durante la conquista de América y los primeros tiempos de la colonización española se voseaba en todo el territorio de una forma mucho más general de lo que se hacía en España. Conquistadores y colonizadores conocían, ciertamente, el tuteo “pero no fue la forma bajo la cual las relaciones sociales fueron asumidas”. Por tanto, al no existir conflicto alguno entre tú y vos, este pronombre neutralizó sus matices pragmalingüísticos y se constituyó en tratamiento socio-relacional general. Los datos documentales parecen indicar que en América, en ese mismo siglo, predomina en las relaciones simétricas el tratamiento con vos, pero en la siguiente toma la delantera la forma vuestra merced, probablemente al sentirse la necesidad en la naciente sociedad colonial de manifestar al interlocutor cortesía y deferencia.
El voseo de estas regiones venezolanas suele explicarse por el relativo aislamiento que conocieron hasta el siglo XVIII (escasa relación directa tanto con España como con otras ciudades de Venezuela para entonces más importantes, como Coro o Caracas), y por su misma estructura social. Las condiciones naturales de la zona dieron lugar al surgimiento de una realidad geoeconómica en torno al lago de Maracaibo que propició el surgimiento de un circuito comercial para satisfacer las propias necesidades, y otro circuito de reexportación de productos varios hacia el Caribe. Debido a su ubicación a la entrada del lago, Maracaibo desempeñó hasta el XVIII únicamente la función de puerto de transbordo en el comercio regional y no de enlace directo con grandes centros portuarios del Imperio español. Tanto el estado Zulia como la región de los Andes fueron en buena parte del período colonial zonas marginales, siguiéndose usando el vos.